# Fòrnix cerebral
El fòrnix (del llatí: fornix) és un feix de fibres nervioses en forma de C al cervell que actua com el principal tracte nerviós de sortida de l'hipocamp. El fòrnix també porta algunes fibres aferents a l'hipocamp des d'estructures del diencèfal i del prosencèfal basal. El fòrnix forma part del sistema límbic. Tot i que la seva funció i importància exactes en la fisiologia del cervell encara no estan del tot clares, s'ha demostrat en humans que la transacció quirúrgica — el tall del fòrnix al llarg del seu cos — pot causar pèrdua de memòria. Hi ha un cert debat sobre quin tipus de memòria es veu afectada per aquest dany, però s'ha trobat que tindria relació amb la memòria de recuperació en lloc de la memòria de reconeixement. Això vol dir que els danys al fòrnix poden causar dificultats per recordar informació a llarg termini, com ara detalls d'esdeveniments passats, però té poc efecte en la capacitat de reconèixer objectes o situacions familiars.